# 옙 YH-J50
옙 YH-J50(Yepp YH-J50)은 삼성전자에서 2005년 10월에 출시한 포터블 미디어 플레이어이다.

## 관련 사건
씨넷 아시아가 선정한 "아시아에서 가장 인기있는 MP3플레이어 톱10"에서 YH-J50 제품이 9위에 선정되었다.